# Kateřina Holubcová
Kateřina Holubcová Jakešová (* 28. června 1976 Ústí nad Labem), rozená Losmanová je bývalá česká biatlonistka, mistryně světa z roku 2003.

## Sportovní kariéra
Pětkrát stála na stupních vítězů v závodech Světového poháru, především má ale na kontě dvě medaile z mistrovství světa 2003 v ruském Chanty-Mansijsku, kde byla třetí ve sprintu a triumfovala ve vytrvalostním závodě. V konečném pořadí Světového poháru obsadila v sezóně 2002/2003 osmé místo. Mezi elitní třicítku konečné klasifikace SP se prosadila ještě v dalších čtyřech případech. Na kontě má i titul mistryně Evropy.
Startovala na ZOH 1998, 2002 a 2006, jejím nejlepším individuálním výsledkem je 19. místo ve vytrvalostním závodě v Salt Lake City 2002. V Naganu 1998 pomohla českému týmu k šestému místu v závodě štafet.
Aktivní kariéru ukončila na jaře 2006. Poslední tři sezóny byly její výsledky poznamenány potížemi se štítnou žlázou.

## Osobní život
V červenci 2002 se v Jablonci nad Nisou po šestileté známosti provdala za kolegu z biatlonové reprezentace Tomáše Holubce, na jaře 2005 se rozvedli. Po ukončení kariéry začala Kateřina Holubcová pracovat v rodinné tiskárně v Jablonci nad Nisou. V únoru 2007 se jí narodil syn, otcem je její bývalý osobní trenér a současný životní partner Vlastimil Jakeš.